# David Evans (darter)
David Evans (Manchester, 9 november 1989) is een Engelse dartsspeler die uitkomt voor de PDC. Hij haalde zijn tourkaart voor 2021/2022 door op de Challenge Tour van 2020 als eerste op de ranglijst te eindigen. Hiermee plaatste hij zich tevens voor het PDC World Darts Championship 2021.

## Resultaten op Wereldkampioenschappen

### PDC
- 2021: Laatste 96 (verloren van Ross Smith met 0-3)

### BDO
- 2020: Kwartfinale (verloren van Mario Vandenbogaerde met 3-5)